# Balocké vrchy
Balocké vrchy je geomorfologický podcelek Veporských vrchů v okolí Čierného Balogu. Nejvyšší vrcholem podcelku je Klenovský Vepor, dosahující výšky 1338 m n. m..

## Polohopis

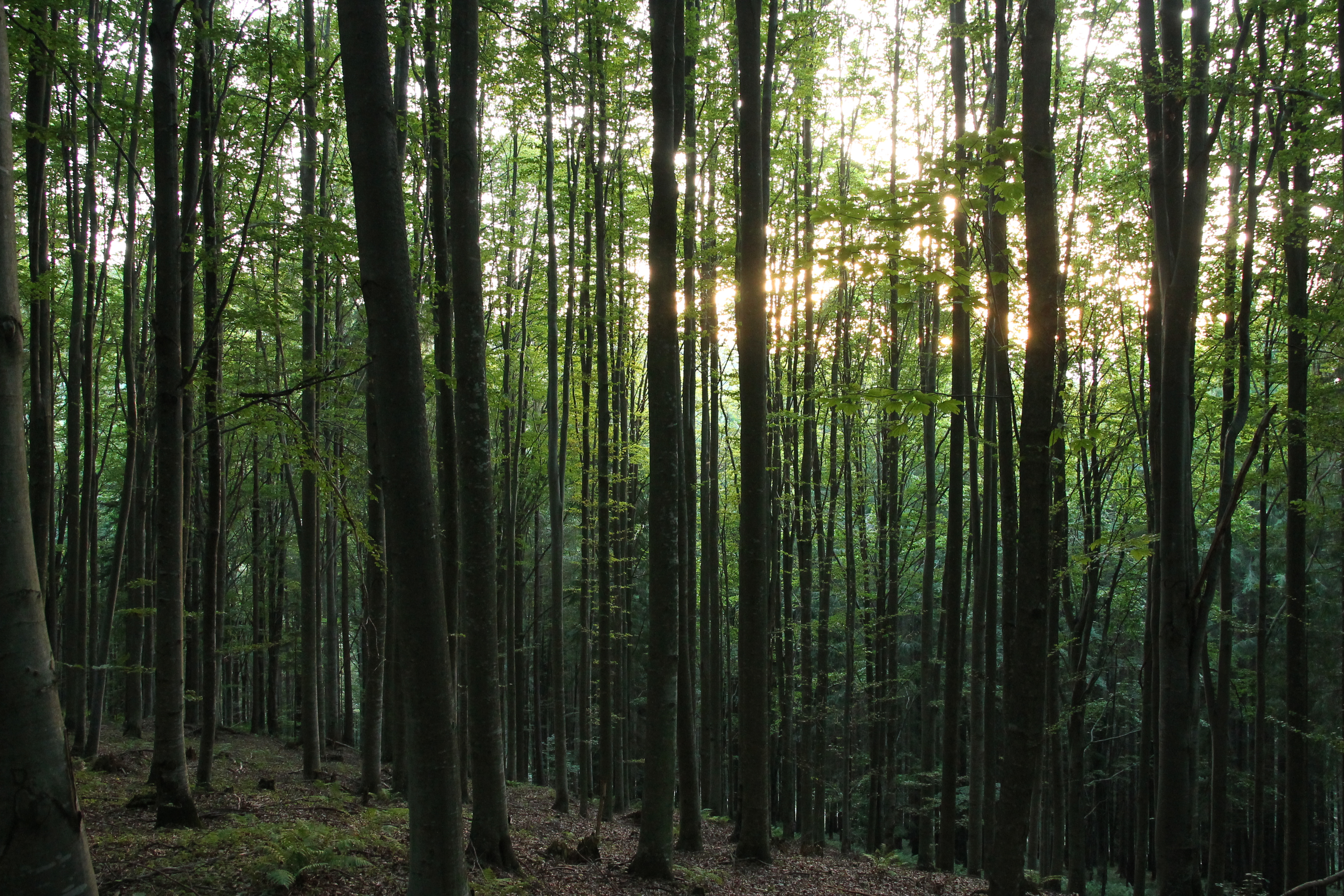
Les pod Tlstým javorem

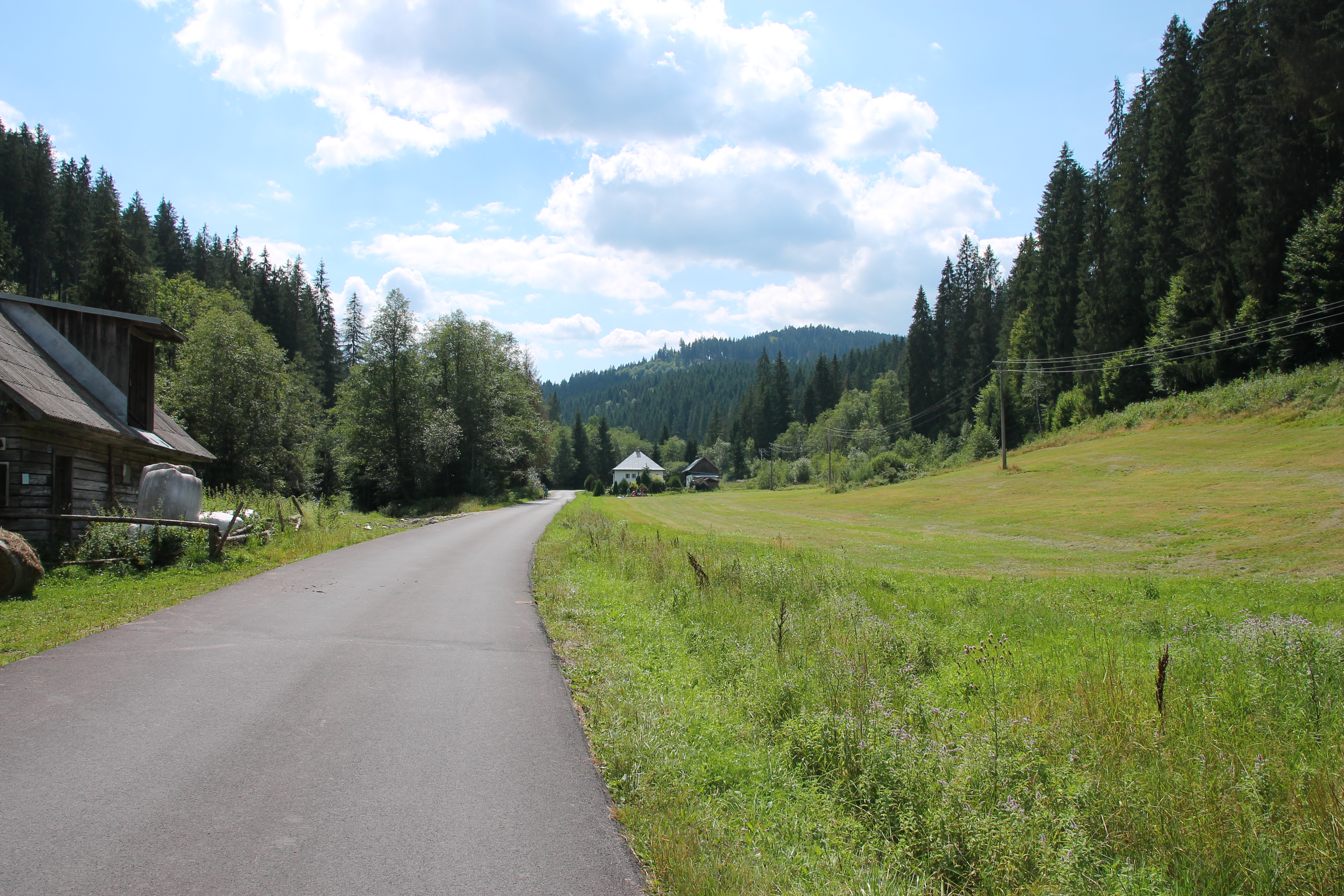
Údolí vedoucí od Č. Balogu a Dobroče směrem ke Klenovskému Veporu, poblíž chaty Sviniarka

Podcelek zabírá centrální část Veporských vrchů, na kterou navazují zbývající tři podcelky pohoří. Severně se nachází Horehronské podolie s podcelky Breznianska a Lopejská kotlina, severozápadně pokračuje pohoří podcelku Čierťaž, jižněji následuje Vysoká Poľana (podcelek Poľany ) a jihozápadním směrem navazuje Sihlianska planina. Jižním směrem leží Stolické vrchy s podcelky Malinské a Klenovské vrchy. Východním směrem sousedí Muráňská planina a severněji pak poslední z podcelků Veporských vrchů, Fabova hoľa.

## Významné vrcholy
- Klenovský Vepor – nejvyšší vrch podcelku (1338 m n. m.)
- Železná brána 1164 m n. m.)
- Tri chotáre (1141 m n. m. )

## Chráněná území
- Kamenitý potok – přírodní památka
- Rosiarka – přírodní rezervace
- Klenovské Blatá – přírodní rezervace
- Klenovský Vepor – národní přírodní rezervace
- Dobročský prales – národní přírodní rezervace
- Hrončecký grúň – národní přírodní rezervace [2]